# Rhodri Mawr ap Merfyn
Rhodri ap Merfyn, detto Rhodri Mawr, cioè il Grande (820 circa – 878), fu il primo sovrano gallese a ricevere questo appellativo.
Figlio di Merfyn Frych ap Gwriad, re del Gwynedd, e di Nest ferch Cadell, figlia di Cadell del Powys, salì al trono nell'844 alla morte del padre. Quando suo zio Cyngen ap Cadell, sovrano del Powys, morì durante un pellegrinaggio a Roma (855), Rhodri ereditò il Powys. Nell'872 Gwrgan, signore del Seisyllwg (nel Galles del sud), annegò accidentalmente e Rhodri inglobò anche questo regno in virtù del suo matrimonio con Angharad, sorella del sovrano defunto. Così Rhodri si trovò a essere signore della maggior parte del Galles.
Affrontò la pressione degli inglesi e quella crescente dei danesi, che avevano devastato l'Anglesey nell'854.
Nell'856 Rhodri ottenne un'importante vittoria proprio contro i danesi, uccidendone il leader Gorm (o Horm). Due poemi scritti da Sedulio Scoto alla corte di Carlo "il Calvo", sovrano franco, celebrano la vittoria di "Roricus" sui vichinghi. Nell'877 Rhodri combatté un'altra battaglia contro gli invasori, ma fu costretto a fuggire in Irlanda.
Tornato l'anno successivo, lui e il figlio Gwriad furono uccisi dagli inglesi, anche se non si sa bene cosa accadde. Pochi anni dopo, il figlio Anarawd vinse contro i merciani. Dalle fonti questo episodio viene definito come la vendetta di Dio per Rhodri.